# 1989 en droit
Cet article présente les faits marquants de l'année 1989 en droit.

## Chronologie

### Juillet
- 28 juillet : adhésion du Burundi à la Charte africaine des droits de l'homme et des peuples adoptée le 27 juin 1981 à Nairobi (Kenya).